# Chen Yi (hóquei sobre a grama)
Chen Yi (28 de janeiro de 1997) é uma jogadora de hóquei sobre a grama chinesa.

## Carreira
Após Yi ser convocada pela primeira vez para a seleção da China, participou dos Jogos Asiáticos de 2018, em que conseguiu a medalha de bronze, da Copa do Mundo de 2018 e dos Jogos Olímpicos de 2020.
Nos Jogos Olímpicos de Verão de 2024, em Paris, conquistou a medalha de prata no torneio feminino do hóquei sobre a grama, após confronto na final contra a equipe holandesa por pênaltis.